# Gare de Breuillet - Bruyères-le-Châtel
Ne doit pas être confondu avec Gare de Breuillet-Village.
La gare de Breuillet - Bruyères-le-Châtel est une gare ferroviaire française de la ligne de Brétigny à La Membrolle-sur-Choisille, située sur le territoire de la commune de Breuillet, à proximité de Bruyères-le-Châtel, dans le département de l'Essonne en région Île-de-France.
Gare de la Société nationale des chemins de fer français (SNCF), elle est desservie par les trains de la ligne C du RER d'Île-de-France.

## Situation ferroviaire
Établie à 56 mètres d'altitude, la gare de Breuillet - Bruyères-le-Châtel est située au point kilométrique (PK) 40,687 de la ligne de Brétigny à La Membrolle-sur-Choisille, entre les gares d'Égly et de Breuillet-Village.

## Fréquentation
De 2015 à 2022, selon les estimations de la SNCF, la fréquentation annuelle de la gare s'élève aux nombres indiqués dans le tableau ci-dessous.
| Année     | 2015    | 2016    | 2017    | 2018    | 2019    | 2020    | 2021    | 2022    |
| --------- | ------- | ------- | ------- | ------- | ------- | ------- | ------- | ------- |
| Voyageurs | 513 952 | 520 688 | 525 645 | 518 454 | 515 602 | 257 008 | 457 908 | 425 888 |

## Service des voyageurs

### Accueil
Gare SNCF, elle dispose d'un bâtiment voyageurs, avec guichet, ouvert du lundi au vendredi et fermée les samedis, dimanches et jours fériés. Elle est équipée d'un affichage des horaires en temps réel et d'automates pour l'achat de titres de transport Transilien.

### Desserte
Breuillet - Bruyères-le-Châtel est desservie par les trains de la ligne C du RER d'Île-de-France.

### Intermodalité
Un parc pour les vélos et un parking pour les véhicules y sont aménagés. La gare est desservie par les lignes 4551, 4578 et 4570 (à l'arrêt Bout du monde) du réseau de bus Cœur d'Essonne et par le service de transport à la demande « Cœur d'Essonne 4597 ».